# Пелінія (Дрокійський район)
Пелінія (рум. Pelinia) — село у Дрокійському районі Молдови. Адміністративний центр однойменної комуни, до складу якої також входить село Пелінія.

## Населення
За даними перепису населення 2004 року у селі проживали 7538 осіб.
Національний склад населення села:
| Національність       | Кількість осіб | Відсоток     |
| -------------------- | -------------- | ------------ |
| молдавани румуни     | 7472 14        | 99,1 % 0,2 % |
| українці             | 24             | 0,3 %        |
| росіяни              | 24             | 0,3 %        |
| інша / без відповіді | 4              | 0,1 %        |
| Всього               | 7538           | 100 %        |

## Люди
В селі народився Бабалеу Іван Павлович (нар. 1922) — передовик сільськогосподарського виробництва Молдавської РСР, Герой Соціалістичної Праці.